# Valery Goryushev
Valery Leonidovich Goryushev (em russo:  Валерий Леонидович Горюшев; Ecaterimburgo, 26 de abril de 1974) é um jogador de voleibol russo que esteve em duas edições de Jogos Olímpicos.
Em 1996, Goryushev fez sua primeira aparição olímpica e participou de todos os jogos, levando a seleção russa a finalizar os Jogos de Atlanta em quarto lugar. Quatro anos depois, retornou para a disputa dos Jogos de Sydney, quando a Rússia obteve a medalha de prata ao perder para a Iugoslávia na final por 3 sets a 0.